# 존키오 해전
존키오 해전(튀르키예어: Sapienza Deniz Muharebesi), 사피엔자 해전 또는 제1차 레판토 해전은 1499년 8월 12일, 20일, 22일, 25일의 나흘에 걸쳐 일어난 해전이다. 1499년~1503년 오스만-베네치아 전쟁의 일환으로 치러진 전투이다.

## 준비
1499년 1월 케말 레이스는 갤리선 10척과 기타함선 4척으로 구성된 해군병력을 이끌고 콘스탄티노플에서 출항하였다. 그해 7월에는 다부드 파샤가 파견한 대규모 오스만 함대를 만나 해군 지휘권을 넘겨받고 베네치아 공화국과의 대규모 해전을 위한 준비에 나섰다. 당시 오스만 함대의 해군병력 규모는 총 290척으로, 그 가운데 갤리오트 60척과 카라카 몇 척도 포함되어 있었다.
베네치아 공화국 측은 안토니오 그리마니가 함대를 지휘하였으며 동원된 함대의 규모는 갤리선 17척,  갤리엇 46척, 카라카 15척으로 구성되어 있었다. 당시 65세의 노장이었던 그리마니는 지난 전투로 실력이 입증되었지만 경험이 풍부한 장교도 아니었고 대규모 전투함대를 지휘한 적도 없었다. 그리마니가 함대를 지휘하게 된 것은 주간 16,000두카트를 나라에 기부하고 또 개인적으로 갤리선 10척의 무장에 필요한 자금을 지원하였다는 이유에서였다. 여기에 자신이 나서는 군사작전이 공격인지, 방어인지의 여부도 전달받지 못한 채 출항에 나섰다.

## 전개
1499년 8월 12일 대규모 오스만 함대를 이끌고 이오니아해의 존키오 곶 (Zonchio)에 도달한 케말 레이스는 그곳의 베네치아 함대를 격파하였다. 베네치아 측의 선장 대다수는 오스만을 공격하라는 그리마니의 명령을 무시했고 그리마니 본인도 전투에 참여하지 않았다. 그리마니의 우유부단한 성격과 공격을 꺼리는 태도는 패전으로 이어지는 실책으로 작용하였다.
전투 둘째 날인 8월 20일 그리마니는 선원들에게 전투를 거부하는 선장들을 모두 죽이라고 명령했다. 여기에 프랑스에서 지원한 갤리선 4척이 도착하였지만, 정작 본 전투에서는 전체 갤리선 170척 가운데 단 2척만이 오스만 함대에 맞설 뿐이었다. 두 갤리선 모두 어떻게든 무사히 살아 돌아왔다.
전투 마지막 날인 8월 25일 베네치아 측에서 오스만측 갤리선 몇 척을 나포하였다.  그러나 베네치아측이 규율 통제에 실패하면서 오스만 측에서 약탈당하던 선박들을 재탈환하는 데 성공하였다. 프랑스 지원군은 베네치아인들에게 환멸을 느끼고 그들을 버려둔 채 로도스로 도망갔다.
결전이 치러질 당시 베네치아의 유력 가문이었던 로레단가의 일원이자 훗날 도제가 되는 레오나르도 로레단의 사촌이기도 한 안드레아 로레단이 선장을, 알반 다르메르가 지휘를 맡은 카라크선 두 대가 전투에 참여하여, 오스만 함대의 지휘선에 승선하는 전략을 펼쳤다. 오스만 측 지휘선의 사령관인 부라크 레이스는 자신의 함선을 베네치아 함선과 분리할 수 없게 되자 선박에 불을 지르기로 하였다. 세 척의 함선이 함께 불에 타는 것을 본 베네치아군의 사기는 돌이킬 수 없는 타격을 입었다.

## 여파
안토니오 그리마니는 9월 29일 체포되어 체르소섬으로 추방되었다. 그러나 훗날 그리마니는 1521년 베네치아 도제직에 오르게 된다. 오스만 제국의 술탄 바예지드 2세는 노획한 베네치아 갤리선 가운데 10척을 케말 레이스 제독에게 하사하였고, 케말 레이스는 이후 1499년 10월~12월경 케팔로니아섬에 본인의 함대를 주둔시켰다.
오스만군과 베네치아군은 머지않아 모돈 전투라고도 불리는 제2차 레판토 전투에서 두 번쨰로 맞붙었고, 케말 레이스가 지휘하는 오스만군은 다시 한번 승전을 거두었다.

## 같이 보기
- 오스만 해군
- 베네치아 공화국의 역사
- 오스만 제국의 역사